# Manushi Chhillar
Manushi Chhillar (Rohtak, 14 maggio 1997) è una modella indiana, incoronata Miss Mondo 2017.
Ha rappresentato lo stato di Haryana al concorso femminile Miss India 2017, il quale ha vinto. Chhillar è la sesta donna indiana a vincere il titolo di Miss Mondo. È stata nominata ambasciatrice del marchio per Malabar Gold and Diamonds, uno dei più grandi gruppi di gioielleria al dettaglio del mondo. Chhillar è stata nominata "la più desiderabile donna dell'India 2017". È stata anche protagonista di uno spot televisivo per uno dei maggiori marchi di e-commerce in India, il Club Factory